# Green Island (Antarktika)
Green Island (Grüne Insel) ist die nördlichste der Berthelot-Inseln am nördlichen Ausgang des Grandidier-Kanals.
Die Insel liegt etwa drei Kilometer vor der Graham-Küste der Antarktischen Halbinsel. Sie ist 520 m lang, 500 m breit und erreicht eine Höhe von 83 m. Das Gelände ist überwiegend steil mit hohen Kliffs im Süden und Osten, nur im Nordteil Green Islands gibt es eine sanft geneigte Terrasse. Der südöstliche Teil der Insel ist vergletschert, und auch im Norden findet man permanente Schneeflächen. Am Nordhang des Gipfels breitet sich ein etwa 0,5 ha großer Moosteppich aus, der der Insel zu ihrem Namen verholfen hat. Zu seiner Erhaltung wird Green Island nach Anlage V des Umweltschutzprotokolls zum Antarktisvertrag als besonders geschütztes Gebiet der Antarktis (ASPA 108) ausgewiesen.

## Flora und Fauna
Eine 140 m breite Matte aus Steifblättrigem Frauenhaar (Polytrichum strictum) erstreckt sich am Nordhang der Insel in Höhen zwischen 25 und 70 m. Die Torfschicht ist bis zu zwei Meter dick und ab einer Tiefe von 30 cm ständig gefroren (Permafrost). Besonders am Rand der Matte und wächst auch das Moos Chorisodontium aciphyllum. Weitere Moose und Flechten wachsen in kleineren Beständen auf der Insel. An feuchten Plätzen ist die Grünalge Prasiola crispa häufig. Die einzige hier vertretene Samenpflanze ist die Antarktische Schmiele (Deschampsia antarctica).
Eine Brutkolonie der Blauaugenscharbe ist an der steilen und felsigen Nordwestflanke der Insel gelegen. In kleinerer Anzahl brüten Antarktikskuas und Subantarktikskuas auf Green Island.

## Geschichte
Jean-Baptiste Charcot entdeckte die Insel auf seiner ersten Antarktisexpedition 1903–1905. Auf seiner zweiten Antarktisexpedition besuchte er sie im Winter 1909 gleich mehrmals. Die British Graham Land Expedition unter Leitung von John Rymill nahm 1935 eine grobe Vermessung der Insel vor und gab ihr ihren heutigen Namen.